# 2001-es magyar fedett pályás atlétikai bajnokság
A 2001-es magyar fedett pályás atlétikai bajnokság a 28. bajnokság volt. A gyaloglást február 23-án rendezték meg téli gyalogló ob néven a Népstadionban, szabadtéren. A többpróba számait február 3–4-én tartották az Olimpiai Csarnokban.

## Eredmények

### Férfiak
| Versenyszám     | Arany                                                    | Arany   | Ezüst                                                            | Ezüst   | Bronz                                                                     | Bronz   |
| --------------- | -------------------------------------------------------- | ------- | ---------------------------------------------------------------- | ------- | ------------------------------------------------------------------------- | ------- |
| 60 m            | Kandár Zoltán Ferencvárosi TC                            | 6,79    | Farkas Attila Bp. Spartacus                                      | 6,80    | Bogyó Tamás Dunakeszi VSE                                                 | 6,90    |
| 200 m           | Széll Tibor Békéscsabai AC                               | 22,04   | Németh Gergely Soproni AC                                        | 22,05   | Horváth Kornél Favorit AC                                                 | 22,10   |
| 400 m           | Széll Tibor Békéscsabai AC                               | 47,9    | Nyilasi Péter Pécsi VSK                                          | 48,3    | Csesznegi Dávid KSI                                                       | 48,5    |
| 800 m           | Konkoly Miklós VEDAC                                     | 1:51,39 | Molnár Kristóf Győri Dózsa                                       | 1:51,79 | Polgár Balázs KSI                                                         | 1:51,81 |
| 1500 m          | Tóth Szilárd AC Szekszárd                                | 3:59,55 | Benedek Zsolt Debreceni AK                                       | 3:59,92 | Kőműves Norbert Pécsi VSK                                                 | 4:00,11 |
| 3000 m          | Benedek Zsolt Debreceni AK                               | 8:18,48 | Kőműves Norbert Pécsi VSK                                        | 8:18,68 | Kis Roland Alba Regia AK                                                  | 8:26,41 |
| 4 x 360 m       | Csesznegi Dávid Árpási Miklós Polgár Balázs Kun Imre KSI | 2:54,33 | Bertha Szabolcs Bakonyi Balázs Komoly Miklós Kovács Balázs VEDAC | 2:55,7  | Sutyák László Bencze Miklós Szabó János Kilvinger Attila Debreceni AK-DSI | 3:00,0  |
| 60 m gát        | Kovács Balázs VEDAC                                      | 7,89    | Csillag Levente Szolnoki MÁV                                     | 8,01    | Palágyi Gergely Vasas-BBTE                                                | 8,02    |
| 35 km gyaloglás | Urbanik Sándor Békéscsabai AC                            | 2:34:26 | Czukor Zoltán Pécsi VSK                                          | 2:45:10 | Tóth János Nyíregyházi VSC                                                | 2:48:04 |
| magasugrás      | Zsivoczky Attila Debreceni AK                            | 211 cm  | Bata Gergely VEDAC                                               | 211 cm  | Komendánt Péter VEDAC                                                     | 208 cm  |
| rúdugrás        | Váczi Márk DKSC                                          | 500 cm  | Szabó Dezső Újpesti TE                                           | 500 cm  | Skoumal Péter TFSE                                                        | 480 cm  |
| távolugrás      | Margl Tamás Tatabányai SC                                | 753 cm  | Dömötör Balázs Tatabányai SC                                     | 737 cm  | Babicz Pál TFSE                                                           | 736 cm  |
| hármasugrás     | Dömötör Balázs Tatabányai SC                             | 15,00 m | Harcsa Norbert Nyíregyházi VSC                                   | 14,65 m | Tölgyesi Péter Dunakeszi VSE                                              | 14,61 m |
| súlylökés       | Bíber Zsolt BEAC                                         | 19,33 m | Kiss Szilárd Haladás VSE                                         | 18,22 m | Olaszi László Alba Regia AK                                               | 16,36 m |
| hétpróba        | Kürtösi Zsolt Pécsi VSK                                  | 5764    | Skoumál Péter TFSE                                               | 5095    | Váczi Márk DKSE                                                           | 4723    |

### Nők
| Versenyszám     | Arany                                                              | Arany   | Ezüst                                                            | Ezüst   | Bronz                                                            | Bronz   |
| --------------- | ------------------------------------------------------------------ | ------- | ---------------------------------------------------------------- | ------- | ---------------------------------------------------------------- | ------- |
| 60 m            | Szabó Enikő Szolnoki MÁV                                           | 7,52    | Lőrincz Krisztina Bp. Honvéd                                     | 7,70    | Wéber Kinga Bp. Honvéd                                           | 7,76    |
|                 | Kun Alice Békéscsabai AC                                           | 24,24   | Szabó Enikő Szolnoki MÁV                                         | 24,32   | Wéber Kinga Bp. Honvéd                                           | 25,06   |
| 400 m           | Kun Alice Békéscsabai AC                                           | 54,50   | Varga Judit Haladás VSE                                          | 55,80   | Dóczi Orsolya Ferencvárosi TC                                    | 56,04   |
| 800 m           | Varga Judit Haladás VSE                                            | 2:05,98 | Mezei Zita Nyíregyházi VSC                                       | 2:06,76 | Drobny Dóra Ceglédi VSE                                          | 2:13,40 |
| 1500 m          | Staicu Simona BVSC                                                 | 4:24,72 | Tóth Lívia VEDAC                                                 | 4:25,62 | Papp Krisztina Újpesti TE                                        | 4:31,66 |
| 3000 m          | Staicu Simona BVSC                                                 | 9:29,86 | Tóth Lívia VEDAC                                                 | 9:31,16 | Kálovics Anikó Haladás VSE                                       | 9:36,25 |
| 4 x 360 m       | Járay Melinda Soós Eszter Nestetics Eszter Varga Judit Haladás VSE | 3:24,7  | Laczó Rita Csendes Ildikó Bobcsek Emese Kun Alice Békéscsabai AC | 3:27,4  | Gácsi Judit Durkó Eliána Szeleczky Xénia Pék Andrea Gödöllői EAC | 3:29,6  |
| 60 m gát        | Vári Edit BEAC                                                     | 8,45    | Ajkler Zita Nyíregyházi VSC                                      | 8,53    | Skoumál Réka Kaposvári Maraton                                   | 8,81    |
| 20 km gyaloglás | Rosza Mária Békéscsabai AC                                         | 1:41:53 | Gruber Orsolya Bp. Honvéd                                        | 1:47:49 | Zádori Orsolya Szegedi VSE                                       | 1:53:16 |
| magasugrás      | Stáhl Ágota VEDAC                                                  | 182 cm  | Bódi Bernadett Ferencvárosi TC                                   | 182 cm  | Fábián Erika Debreceni AK                                        | 170 cm  |
| rúdugrás        | Molnár Krisztina Szolnoki MÁV                                      | 420 cm  | Donáth Katalin Újpesti TE                                        | 410 cm  | Szabó Zsuzsa BEACVaszi Tünde Bp. Honvéd                          | 390 cm  |
| távolugrás      | Vaszi Tünde Bp. Honvéd                                             | 635 cm  | Ajkler Zita Nyíregyházi VSC                                      | 614 cm  | Szlovicsák Katalin Ferencvárosi TC                               | 582 cm  |
| hármasugrás     | Ajkler Zita Nyíregyházi VSC                                        | 12,85 m | Soós Eszter Haladás VSE                                          | 12,61 m | Babos Rita Győri Dózsa                                           | 12,57 m |
| súlylökés       | Kürti Éva Nyíregyházi VSC                                          | 16,44 m | Lukóczki Nárcisz Békéscsabai AC                                  | 13,97 m | Benke Judit Nyíregyházi VSC                                      | 12,57 m |
| ötpróba         | Skoumál Réka Marathon AC                                           | 3779    | Soós Eszter Haladás VSE                                          | 3539    | Farkas Györgyi Csikó DSE                                         | 3499    |